# Nyugatrómai Birodalom
A Nyugatrómai Birodalom egy közigazgatási egység utólagos elnevezése a modern történetírásban, melyet a mindenkori Római Birodalom nyugati provinciáira alkalmaznak a 395 és 476 közötti időszakra, amikor annak önálló, elkülönült igazgatása volt. Ekkor a keleti és a nyugati birodalomfélnek is önálló császárok álltak az élén, akik közt a trónutódlás is elkülönült. A Keletrómai Birodalom hasonlóan utólagos megnevezés, ugyanis a birodalom alattvalói a birodalmat egységesnek tekintették, mindössze közigazgatási elrendezésnek fogták föl, hogy két külön uralmi központ létezik. A Nyugatrómai Birodalom 476-ban szűnt meg, bár a 480 évi meggyilkolásáig még igényelte a császári címet a korábban megbuktatott Julius Nepos. A Keletrómai Birodalom 1453-ig fennállt, és a császárai egyszerűen római császárnak tekintették magukat.
A modern történetírás a Nyugatrómai Birodalom 476-os bukásának dátumát tekinti ókor végének és a középkor kezdetének. Ez vitathatatlanul önkényes, de sokkal általánosabban elfogadott korszakhatár, mint a középkor vége. 

## Előzményei
Habár a Római Birodalomnak korábban is voltak olyan időszakai, amikor társcsászárok kormányozták, azt, hogy egy ekkora birodalmat egyetlen császár képtelen kormányozni, először Diocletianus mondta ki, aki megreformálta az államot a közel ötven évig tartó krízis és polgárháborús viszonyok után. 286-ban bevezette a tetrarchia intézményét, mely alapján a birodalom két felét két augustus (császár) vezette, kettejük mellett pedig egy-egy caesar (császár-várományos) segédkezett. Bár a tetrarchia viszonylag hamar megbukott, a keleti-nyugati megosztás eszméje fennmaradt.
A népvándorlás során a Római Birodalmon kívüli, főleg germán, ill. iráni, szláv, türk stb. törzsek kelet–nyugati, ill. észak–déli irányban tömeges vándorlása történt. A 360-70-es években a Belső-Ázsiából a Volga vidékére nyomuló hunok elől menekülő vizigótok bebocsátást kértek a Római Birodalom területére (376). A kezdetben barátságos viszony Valens császár adókövetelései miatt gyorsan megromlott, 378-ban a föllázadt gótok a hadrianopolisi csatában (a mai Edirne Törökország európai részén) tönkreverték a római hadsereget, maga Valens is elesett.
A Birodalom soha nem heverte ki ezt a csapást. I. Theodosius császár annyit ért el, hogy törvényesítette a gót bevándorlást, amennyiben a 382 évi békeszerződés keretében a neki tett katonai szolgálat fejében földeket adott nekik Makedóniában és Thrákiában. Ez a Birodalom keleti része számára döntő, a fönnmaradást biztosító diplomáciai siker volt, de a gótokat nyugat felé irányította, ahol a császárral szövetségben sokat harcoltak Theodosius egyeduralmának elismertetéséért. 395-ben I. Theodosius császár a halála után felosztotta a birodalmat két fia között: Honorius lett a nyugati fél ura Mediolanum központtal, Arcadius pedig a keleti félé Konstantinápoly fővárossal. Ezzel megszűnt a birodalom egysége, létrejött a mai szóhasználattal Keletrómai Birodalomnak – Konstantinápoly (Bizánc) központtal – és a Nyugatrómai Birodalomnak nevezett államalakulat. A kortársak szemében mindez alig volt több közigazgatási reformnál, ők az egységes Birodalom lakóinak tekintették magukat, és a széthullás folyamatát élték meg nagy fájdalommal.

## Története

A római Birodalom kifejlődése
Római Köztársaság
Római Császárság
Nyugatrómai Birodalom
Keletrómai Birodalom

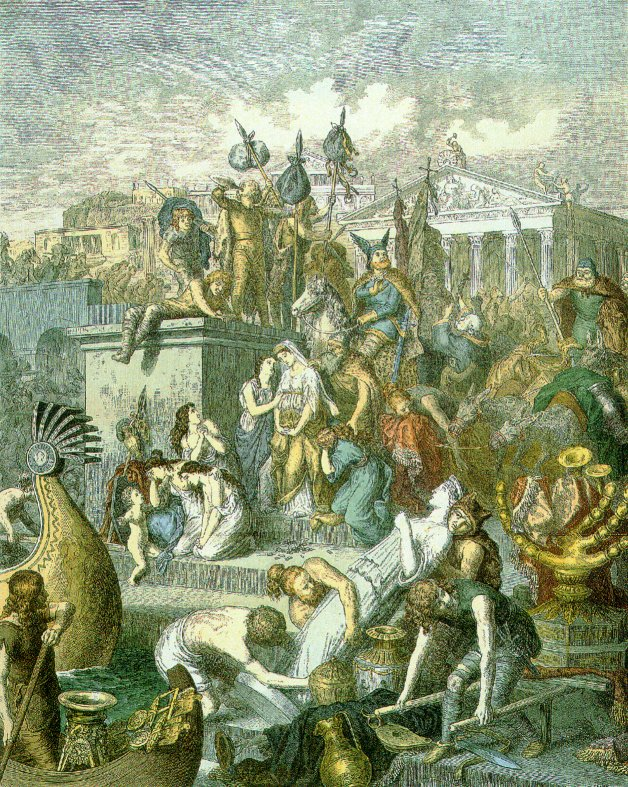
Heinrich Leutemann: A vandálok 455-ben kifosztják Rómát

A Nyugatrómai Birodalom fővárosa 402-től Ravenna lett, mert az várként védhetőbb volt, mint Róma hatalmas területű városa.
407-ben a germán vandálok és szvévek áttörték a Rajna vonalát és végiggázoltak Gallián, majd az Ibériai-félszigeten, sőt az utóbbiak meg is telepedtek ott, míg az előbbiek 429-től tovább nyomultak Észak-Afrikába, és ott hoztak létre királyságot. A nyomukban a gótok (más néven vizigótok) a Balkánról elvándorolva 410-ben I. Alarik nyugati gót király vezetésével végigdúlták Itáliát, elfoglalták Rómát is, majd Athaulf alatt Galliába nyomultak tovább, 413-ban elfoglalva Narbonne-t és Toulouse-t; királyságuk fővárosát Toulouse-ban rendezték be.
A kortársak szemében 410, Róma gót kifosztása volt történelmi fordulópont. Szent Jeromos szerint "Róma, amely valaha a világ fővárosa volt, most a római nép sírja lett." Szent Ágoston erre az eseményre reflektálva írta meg az Isten városa c. könyvét. Való igaz, hogy az eseménysor végére az egykori nyugati provinciák nagyobb része (Észak-Afrika, Hispánia, Dél-Gallia) germán királyságokká alakult, igaz formálisan a Birodalom szövetségeseként. 

A hun támadások a 400-as évektől veszélyeztették főleg a Keletrómai Birodalom területeit – ezeket hadisarcok fizetésével igyekeztek elhárítani. Attila hun király serege 451-ben kelt át a Rajnán; előrenyomulásuk a catalaunumi csata után megtorpant, ám a következő évben Itáliába is betörtek, s egészen Aquileiáig nyomultak, majd a város elfoglalása után kifosztották Észak-Itáliát. Velence alapítása valószínűleg ehhez a hadjárathoz köthető, mivel a környező városokból és településekről a jól védhető mocsárba menekültek az ott lakók. Úgyszintén Attila itáliai hadjáratához kapcsolódik a római pápának, mint önálló politikai tényezőnek az első megnyilvánulása, ugyanis Nagy Szent Leó pápa alkudta ki azt a váltságdíjat, aminek kifizetése ellenében Attila Észak-Itália végigdúlása után hazatért.

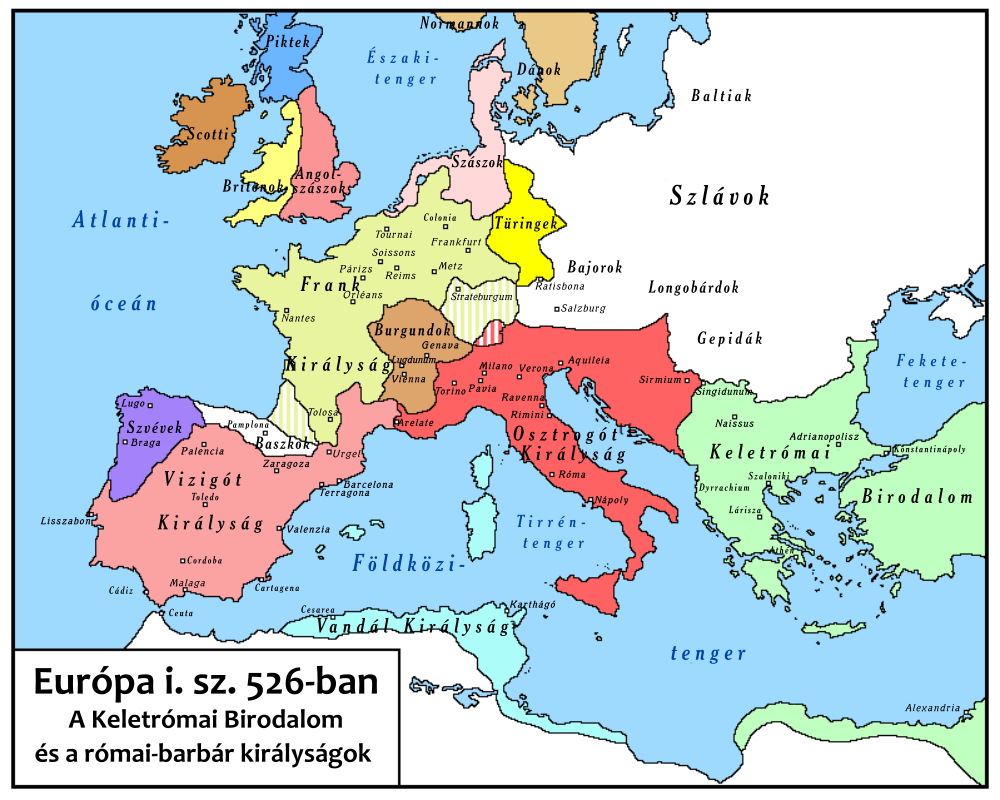
A barbár királyságok térképe 526-ból, hét évvel azelőtt, hogy Justinianus megkísérelte volna visszafoglalni a területüket.

Attila halála (453) után a hun birodalom széthullott, ám politikailag ez főleg a Keletrómai Birodalomnak adott fellélegzést, míg területi integritásában már régen megbomlott, tulajdonképpen Itáliára korlátozott nyugati császárság továbbra is vonzó préda volt a germánok számára. A hun veszedelem elmúlása után nyugaton gyorsan váltották egymást a császárok; Róma városában anarchisztikus állapotok uralkodtak el, amit tetézett a folyamatos külső fenyegetés is. 455-ben a volt Africa provincia területén királyságot alapított vandálok elfoglalták s kifosztották Rómát. A Keletrómai Birodalom Balkánon maradt germán szövetségesei 476-ban függetlenedtek a konstantinápolyi császártól, és az ő engedélyével, sőt formális megbízására Itáliába indultak Odoaker vezetése alatt.
476-ban a ravennai csatában a nyugatrómai seregek vereséget szenvedtek Odoaker hadaitól, aki letette a trónról az utolsó császárt, Romulus Augustulust, majd Itália királyának kiáltotta ki magát. Ezzel Itália egyike lett az önálló germán királyságoknak. Közjogi értelemben Zénó keletrómai császár oszlatta fel a Nyugatrómai Birodalmat: Odoaker a császári jelvényeket hozzá küldte, Konstantinápolyba. Odoaker és későbbi utódai névleg a bizánci császár hűbéresei maradtak, de a saját területeik feltétlen urai, akik tőlük telhetően továbbvitték a római közigazgatást is, és fönntartották az eddigre már kifejlődött egyházszervezetet. A Nyugatrómai Császárság föloszlatása 480-ra fejeződött be, amikor meggyilkolták a korábbi nyugatrómai császárt, Julius Nepost, aki Dalmácia uraként még fönntartotta császári trónigényét, és Zénó császárral el is ismertette azt.

## Öröksége
Amikor 800-ban Nagy Károlyt római császárrá (is) koronázta a pápa, a Nyugatrómai Birodalom tradíciójára hivatkozva teremtett egy új birodalmi koncepciót, a Szent Római Birodalomét, amelynek azonban már nem sok köze volt a Római Birodalomhoz, a császári cím használatát leszámítva. A megszűnt Birodalom tradíciójának ez a sajátos újjáélesztése tette utólag fontossá a 476-os évszámot.
476-ban ténylegesen csak egy itáliai uralkodóváltás történt, Itália pedig ekkor már évtizedek óta csak egy volt az egykori nyugati birodalmi terület államai közül. Zénó császár éppen 476-ban szilárdította meg az uralmát Konstantinápolyban a hunok után lassan új életre támadó Keletrómai birodalom fölött, és még 15 évig stabilan uralta azt,  így a "Római Birodalom bukásáról" szóló beszédet ostoba felségsértésnek minősítette volna. 
Maga az évtizedes folyamat, hogy az V. században az egykor egységes Római Birodalom nyugati fele önálló királyságokra, önálló országokra tagolódott, és ez az európaiak számára egyre természetesebbé vált az évszázadok során, valódi korszakváltást jelentett. Korábban ugyanis a Római Birodalom alattvalói számára az volt természetes, hogy ők egy egységes birodalom uralma alatt élnek, míg innentől mind fontosabbá váltak a saját országok határai. Ez a nyugat-európai szemmel fontos korszakváltás persze más kultúrák korszakolásánál aligha használható, de az is igaz, hogy a Nyugat-európai országokból indultak el 1000 évvel később azok a földrajzi fölfedezések, amelyek a modern korban az egész földgolyón kapcsolatba hozták egymással az emberi kultúrákat. 

## Fordítás
- Ez a szócikk részben vagy egészben  a   Western Roman Empire című angol Wikipédia-szócikk ezen változatának fordításán alapul.  Az eredeti cikk szerkesztőit annak laptörténete sorolja fel. Ez a jelzés csupán a megfogalmazás eredetét és a szerzői jogokat jelzi, nem szolgál a cikkben szereplő információk forrásmegjelöléseként.

1. 1 2  Michael Grant. Róma császárai.. Budapest: Corvina Kiadó, 287-288.. o. (1996)
2. ↑  Ferenczy Endre – Maróti Egon – Hahn István. Az ókori Róma története. Budapest: Nemzeti Tankönyvkiadó (1998). ISBN 963-19-2788-1
3. ↑  Theodosius I: The Reign of the Last Roman Emperor in the East and West (amerikai angol nyelven). History Collection. (Hozzáférés: 2025. január 11.)
4. ↑  Ravenna: Capital of Empire, Crucible of Europe - The Wolfson History Prize Ravenna (amerikai angol nyelven). The Wolfson History Prize. (Hozzáférés: 2025. január 12.)
5. 1 2  ‘Vandalizing’ Rome: How Did the Vandals Sack Rome in 455 CE? (angol nyelven). TheCollector, 2021. szeptember 8. (Hozzáférés: 2025. január 12.)
6. ↑  Visigoth | History, Culture & Legacy | Britannica (angol nyelven). www.britannica.com. (Hozzáférés: 2025. január 12.)
7. ↑  Sack of Rome (410 CE) | Significance, Visigoths, & Description | Britannica (angol nyelven). www.britannica.com. (Hozzáférés: 2025. január 12.)
8. ↑  The City of God | Summary, Significance, & Facts | Britannica (angol nyelven). www.britannica.com. (Hozzáférés: 2025. január 11.)
9. 1 2 3  Mark, Joshua J.: Hunok (magyar nyelven). Világtörténelmi enciklopédia. (Hozzáférés: 2025. január 12.)
10. 1 2  Fehér Bence: Nagy Szent Leó – A pápa, aki 1570 éve kiegyezett Attilával (magyar nyelven). Nagy Szent Leó – A pápa, aki 1570 éve kiegyezett Attilával, 2022. november 10. (Hozzáférés: 2025. január 12.)
11. ↑  Romulus Augustulus | Last Roman Emperor, Deposed Emperor, Western Roman Empire | Britannica (angol nyelven). www.britannica.com. (Hozzáférés: 2025. január 12.)
12. ↑  Georg Ostrogorsky. A Bizánci állam története. Budapest: Osiris, 71. o. (2003)